# Bauschlotter Au
Das Natur- und Landschaftsschutzgebiet Bauschlotter Au liegt auf dem Gebiet der Gemeinden Neulingen und Ölbronn-Dürrn im Enzkreis in Baden-Württemberg.

## Kenndaten
Das Gebiet wurde durch Verordnung des Regierungspräsidiums Karlsruhe vom 22. Dezember 1999 als Naturschutzgebiet unter der Schutzgebietsnummer 2221 ausgewiesen. Diese Verordnung trat am 27. Januar 2000 durch ihre Veröffentlichung im Gesetzblatt für Baden-Württemberg in Kraft. Der CDDA-Code lautet 318174  und entspricht der WDPA-ID.

## Lage
Das Schutzgebiet liegt zwischen den bebauten Ortslagen von Neulingen und Ölbronn-Dürrn. Das Natur- und Landschaftsschutzgebiet 2092-Erlen-, Metten- und Gründelbachniederung grenzt unmittelbar östlich an. Es gehört nahezu vollständig zum FFH-Gebiet Nr. 7018-342 Enztal bei Mühlacker. Es liegt in den Naturräumen 124-Strom- und Heuchelberg und 125-Kraichgau innerhalb der naturräumlichen Haupteinheit 12-Neckar- und Tauber-Gäuplatten.

## Schutzzweck
Wesentlicher Schutzzweck ist laut Schutzgebietsverordnung die Erhaltung, die Pflege und die Entwicklung
- der Mulde der Bauschlotter Au als offene, von wenigen Gehölzen strukturierte Wiesenlandschaft im Talursprung des Erlenbaches und seiner Seitenarme mit den das Tal gliedernden Nebenbächen;
- von artenreichen Magerwiesen, kleinen Feuchtgebieten und von Streuobstbeständen sowie der Kleingehölze, Gebüsche und Heckenzüge;
- der von standortheimischen Pflanzenarten geprägten Laubholzwälder;
- der Staudenfluren in der offenen Landschaft und in den Säumen vor den Wäldern;
- der für diese wertvollen Lebensräume, insbesondere für die offenen Wiesen und die Wälder typischen Tierwelt, vor allem besonders seltener, teilweise vom Aussterben bedrohter Vogelarten.